# Dorothea Puente
Dorothea Helen Puente (Redlands, Kalifornia, 1929. január 9. – Chowchilla, Kalifornia, 2011. március 27.) amerikai sorozatgyilkos, akit három idős ember meggyilkolásáért ítélték el. Valószínű, hogy a gyilkos hölgynek kilenc áldozata is lehetett, ebből hétnek a holttestét Puente kertjében találták meg.

## Fiatalkora
Dorothea Helen Gray 1929. január 9-én született Redlandsben, Kalifornia államban. Szülei alkoholista gyapotszedők voltak, tüdőbeteg apja korán meghalt. Anyja nehezen tudta eltartani 8 gyerekét (Dorothea a hetedik volt közülük), és gyakran napokra eltűnt. Míg távol volt, a kis Dorotheát a ruhásszekrénybe zárta. Amikor visszatért, az alkoholmérgezéstől napokig hányt, és hetedik gyermekének kellett utána feltakarítani. A kislány 8 éves volt, mikor anyját is elvesztette. 16 éves koráig nevelőszülőknél élt. Ekkor találkozott egy II. világháborús katonával, Fred McFaullal. Két lányuk is született, egyiküket Dorothea rokonaihoz küldték, a másikat örökbe adták. 1948-ban McFaul elhagyta feleségét. Ettől kezdve Dorothea mindig hazudott a származásáról; nagy, középosztálybeli családról mesélt, és azt állította, első férje szívrohamban halt meg.

## Első bűncselekmények
Nem sokkal a válás után egy évre ítélték csekkhamisításért, de a büntetés felét elengedték. 1952-ben hozzáment Axel Johansonhoz. A házasság nem volt felhőtlen, mégis a pár 14 évig együtt tudott maradni. Ebben az időben Dorothea prostitúcióból tartotta fenn magát, később madame lett belőle. Emiatt 1960-ban 90 nap börtönre ítélték. Később újabb 90 napot kapott csavargásért. 1966-ban Dorothea elvált Johansontól és hozzáment a mexikói származású Roberto José Puentéhez. Ez a házasság csupán két évig tartott. 1976-ban hozzáment a szintén latin-amerikai Pedro Montalvóhoz, de pár hónap múlva elváltak útjaik a férfi alkoholizmusa miatt.

## Sacramentóba költözése, első gyilkosság
Ebben az időben Dorothea ápolónőként járta Kaliforniát, és időseknél dolgozott. Nem sokkal később az egyik ügyfele, a 61 éves Ruth Munroe életét vesztette. Bár Dorothea Puente gyanúba keveredett, az esetet öngyilkosságként könyvelték el. A legvalószínűbb azonban az, hogy Mrs. Munroe Puente első áldozata volt, aki nyugtató-túladagolással végzett az idős hölggyel.
Dorothea Sacramentóba, Kalifornia állam fővárosába költözött. Orvosnak és jogásznak adta ki magát és sokat adományozott jótékonysági szervezeteknek. Ám a nagylelkűen osztogatott pénz nem az övé volt. Puente idős embereket drogozott be, majd kirabolta őket. Egy mozgásképtelen férfi elmondta, hogy magatehetetlenül kellett végig néznie, ahogy Dorothea kirabolja az otthonát. A nőt letartóztatták, és öt év szabadságvesztésre ítélték. Három év múlva azonban szabadon engedték, azzal a feltétellel, hogy távol tartja magát az idős emberek gondozásától, és nem kezel olyan csekkeket, melyeket az állam mások számára folyósít. Ám amint kilépett a börtön kapuin, Dorothea megszegte a szabadlábra helyezés feltételeit, és egy szállót indított öreg alkoholisták számára.

## Gyilkosságok
Az intézmény házi rendje szigorú volt. A reggeli fél hétkor, a főétkezés délután fél négykor volt. A lakóknak át kellett adni Puentének a nyugdíjukat. Az épület bizonyos szobáiba nem léphettek be és mindent tökéletes rendben kellett tartani.
Ám Ms. Puente nem volt az a gondoskodó nagyanyó, akinek mutatta magát. Egyes lakóit a Danmann nevű nyugtatóval megmérgezte, és a kertjében eltemette őket. Pompás virágokkal takarta el a helyet, ahová a kifosztott és meggyilkolt embereket temette. Az áldozatok nyugdíját a halál beállta után is felvette, és a nevükre további Danmann-recepteket írt fel.
Heten végezték a gyönyörű kertben elásva. Nyolcadik áldozatát egy külön erre a célra készített faládába tette, és a folyóparton hagyta. A holttestre egy horgász talált rá.

## Lebukás, ítéltet, börtönévek
1988 őszén a rendőrségre furcsa bejelentés érkezett. Egy alkoholista férfi hetek óta nem adott életjelet magáról, így a rendőrség eltűnt személyként kezelte. Köztudott volt, hogy az idős férfi egy szállóban lakott, ahol öreg alkoholfüggőket szállásoltak el, és gondos ápolásban részesültek. Az egyenruhások felkeresték az intézmény tulajdonosát, az 59 éves Dorothea Puentét. A hölgy nyugdíjas orvos és jogász volt, sokat adakozott a helyi szegények számára, és együttműködött a rendőrséggel. Mivel egy szemtanú gyanús földmunkákról számolt be az otthon körül, az egyenruhások november 11-én ásatásokba kezdtek a szálló kertjében. Hamarosan egy barackfa tövében ráleltek egy holttestre.
Másnap Mrs. Puente eltűnt a városból. A nyomozók tudták, egy ártatlan személy nem szökik el csak úgy. Így Dorothea Puente lett a fő gyanúsított. Ráadásul az eltűnését követő napokban újabb hat tetem került elő a föld alól, korábban mindannyian a szálló lakói voltak. A toxikológusok a Danmann nevű nyugtatószer nyomaira bukkantak az áldozatok szervezetében. Ezzel a gyógyszerrel akár ölni is lehet.
November 17-én egy hotelban találtak rá az idős hölgyre.
Az 1988. novemberi események megrázták az országot, és más kontinenseken is elterjedt a hír. Puente azzal védekezett, hogy a lakók természetes halállal haltak meg, és ő csupán annyiban bűnös, hogy haláluk után felvette a nyugdíjukat. Ennek ellenére 9 gyilkossággal is megvádolták (Ruth Munroe, a folyóparton talált holttest és a szálló körül előkerült hét áldozat). 1984-ben a 60 esztendős Dorotheát bűnösnek találták 3 ember megölése miatt, és életfogytiglani börtönre ítélték.
A börtönben társszerzője volt a Főzőcske egy sorozatgyilkossal című szakácskönyvnek. 2011. május 27-én, 82 évesen halt meg természetes halállal. A panzióját, ahol a gyilkosságokat elkövette, morbid múzeummá alakították át.

## Fordítás
Ez a szócikk részben vagy egészben  a   Dorothea Puente című angol Wikipédia-szócikk ezen változatának fordításán alapul.  Az eredeti cikk szerkesztőit annak laptörténete sorolja fel. Ez a jelzés csupán a megfogalmazás eredetét és a szerzői jogokat jelzi, nem szolgál a cikkben szereplő információk forrásmegjelöléseként.